# Arènes de Carthagène des Indes
Les arènes de Carthagène des Indes (espagnol : Plaza de toros de Cartagena de Indias) sont les arènes de la ville colombienne de Carthagène des Indes, chef-lieu du département de Bolívar, sur la côte caribéenne de la Colombie. Inaugurées le 1er janvier 1974, elles ont une capacité de 12 500 places. Selon Jean-Baptiste Maudet, leur capacité est de 18 000 places, ce qui en fait une arène de première catégorie.